# 검은 도시
"검은 도시"는 한국에서 제작된 최야성 감독의 1990년 범죄 영화이다. 조상구 등이 주연으로 출연하였고 최야성 등이 제작에 참여하였다.

## 출연

### 주연
- 조상구
- 이영욱
- 조혜수
- 이유진

### 조연
- 장욱
- 이해룡
- 남수정
- 마도식
- 주상호
- 비호
- 홍석연
- 박동룡
- 조성준
- 정혜영
- 강수진
- 이동욱
- 오상진
- 신승범
- 박병만
- 김영일
- 신예철
- 장서이
- 홍석민
- 정국진
- 김현근

## 기타
- 조명: 전명천
- 녹음: 유창국
- 미술: 김철색